# 住友七絵
住友 七絵（すみとも ななえ、7月27日 - ）は、日本の女性声優、ナレーター。兵庫県神戸市出身。青二プロダクション所属。

## 略歴
大阪教育大学卒業。青二塾大阪校7期卒業生。

## 人物
音域は中 - 高音。方言は関西弁、神戸弁。
趣味は映画鑑賞、アウトドア、マリンスポーツ。特技は後ろ走り、ソフトボール、サッカー。
資格・免許は小学校一種教諭免許、図書館司書免許、普通自動車免許、中型自動二輪免許。

## 出演
太字はメインキャラクター。

### テレビアニメ
時期不明
- クレヨンしんちゃん（ヒロイン）

1993年
- 蒼き伝説シュート!（おばさん）
- 剣勇伝説YAIBA（女子生徒）
- GS美神（悪霊、車内販売員、ギャル、娘）
- SLAM DUNK（河合マリ、女性、女生徒）
- ツヨシしっかりしなさい（ギャルA）
- バトルファイターズ 餓狼伝説2（女の子A）

1994年
- 美少女戦士セーラームーン（1994年 - 1996年、進行役、トゲトゲ娘、愛野美奈子 / セーラーヴィーナス〈代役〉） - 2シリーズ
- ママレード・ボーイ（亜梨実の友人）

1995年
- ご近所物語（販売員、里沙）

1996年
- ゲゲゲの鬼太郎（第4作）（1996年 - 1997年、主婦、礼子、おばさん、魔女、洋子 他）

1998年
- ヨシモトムチッ子物語（ムチッ子、占い師 他）

2000年
- ドラえもん（テレビ朝日版第1期）（マリ）

2002年
- ベイベーばあちゃん（神宮寺温子）

2006年
- erico（美華、モモコ）

2012年
- 戦国コレクション（純の母親）

### 劇場アニメ
- スラムダンク（1994年、女生徒）
- ボンバーマン 勇気をありがとう 私が耳になる（1995年）
- 地球が動いた日（1997年、ボランティアA）
- すずめの戸締まり（2022年）

### OVA
- お天気お姉さん（1995年、倫子の友人）

### ゲーム
1995年
- 黒の断章（冬川希）

1996年
- BSスーパーマリオUSAパワーチャレンジ（キノピオ）
- 闘神伝3（シズク・フジ）

1997年
- エキサイトバイク ぶんぶんマリオバトル（キノピオ）
- ゲゲゲの鬼太郎（正和、小百合）※PlayStation版
- パズルアリーナ闘神伝（シズク・フジ）

1998年
- BS スーパーマリオコレクション（キノピオ）
- ゼルドナーシルトSpecial
- 天仙娘々 〜劇場版〜（士荒）

1999年
- 奏（騒）楽都市OSAKA（GN・TXT）
- トゥルー・ラブストーリー2（麻生優子）

### ドラマCD
- 究極パロディウス（1997年）
- 女神異聞録ペルソナ（1998年、藤森知美）

### 吹き替え

#### 映画
- チェイサー（アリー・マーセイ〈ローリー・ホールデン〉）
- カウントダウン（エイドリアン）
- GROSSE POINTE BLANK（タニア）
- 霊幻道士5（道女）
- 不法侵入（ライラ）
- ホッファ（ジョーイ）
- スターゲイト ※ソフト版

#### テレビドラマ
- ザ・シークレット・ハンター（ジュディ）

### ナレーション
- ぶっちゃけ寺&Qさま!!合体3時間スペシャル（2016年2月29日）
- クイズ!年の差なんて バブルへ GO!!スペシャル
- 徳光和夫の感動再会!"逢いたい"（2008年10月 - 2009年3月）
- 中居正広の金曜日のスマイルたちへ（不定期）
- はねるのトびら「オシャレ魔女 アブandチェンジ」天の声（アブの叔母）「短縮鉄道の夜」問題の出題
- ブロードキャスター「お父さんのためのワイドショー講座」
- めちゃ×2イケてるッ!「山奥〜豚の乱〜」「近くへ行きたい」
- メントレG
- GameWave
- ゆうゆう散歩（「いいものさがし」コーナー）（2012年6月 - 8月31日）
- 新・情報7daysニュースキャスター（2014年4月5日 - 2022年3月18日）